# Јути (Индијанци)
Јути су јутоастечки народ, староседеоци су Великог басена, области на западу САД. Јутски језик припада јужно нумичкој подгрупи јуто-астечких језика. Пре доласка првих мексичких колониста насељавали су источну Јуту, западни Колорадо укључујући и долину Сан Луис, делове Новог Мексика и Вајоминга. Данас насељавају три резервата, од којих се један налази у североисточној Јути, други у Колораду и трећи који се већим делом налази у Колораду, а мањим делом на територији Јуте и Новог Мексика. У САД је 2010. живело 7.435 Јута.

## Племена
Постоје 3 јутска племена која се деле на мање групе.
- Северни Јути
- Јужни Јути
- Планински Јути

## Језик
Јутски језик је у ствари дијалекат јутско-јужнопајутског (или колорадо риверског или јутско-чимеуевског) језика. Који са каваишким језиком чини јужно нумичку групу јуто-астечких језика. Дијалекти јутско-јужнопајутског језика су поред јутског и јужнопајутски и чимеуевски.

## Историја

### Пре контакта са Европљанима
Пре доласка првих мексичких колониста насељавали су источну Јуту, западни Колорадо, укључујући и долину Сан Луис, делове Новог Мексика и Вајоминга. Јути нису били уједињен народ, већ су били подељени на већи број номадских група.
За разлику од многих других народа из области које припадају данашњим државама Јута и Колорадо, Јути немају ниједно усмено предање о досељавању у те области. Јути и њихови преци су ову област највероватније насељавали најмање 1.000 година.

### Време контакта са шпанским истраживачима
Први Европљани са којима су Јути имали контакт били су Шпанци, до првог контакта је дошло 1630-их. Након контакта са Шпанцима почели су да узгајају коње, до којих су дошли трговином са шпанским колонистима у Новом Мексику или пљачком. Резултат је био потпуна промена културе и начина живота Јута. Јути су често ратовали против Шпанаца и Пуебло Индијанаца које су Шпанци покорили. Ратовали су и са Навахоима, различитим Апачким племенима и Команчима, нарочито у равницама источног Колорада и североисточног Новог Мексика.

### Време контакта са Американцима
Убрзо након што су први амерички насељеници и трагачи за златом населили територију данашњих држава Јута и Колорадо, десило се неколико окршаја између њих и Јута. Највећи сукоби у овом периоду били су Вокеров или Валкарин рат (1853–54) и Рат Црног Јастреба (1865–72). Истовремено Јути су у неколико наврата сарађивали са владом САД, са којом су ратовали против Навахоа, на пример 1863. и протива Апача.
Након потписивања већег броја споразума успостављени су резервати 1864. у североисточној Јути и 1868. на западној трећини Колорада. Територија резервата у Колораду је касније смањена, велики део земље је одузет 1873. у златом богатој долини Сан Хуан, а након Микеровог Масакра 1879. одузет је већи део земље резервата.
Коначно, све групе Јута су смештене у три резервата. Иако су првобитно били велики и лоцирани у областима које су бели досељеници сматрали непожељним, територија ових резервата је у више наврата смањивана. Крајем 20. века као резултат неколико пресуда федералног суда, резерватима су враћени одређени делови територије који су им раније припадали, а за део одузете земље је исплаћена одштета.